# Blossia arabica
Blossia arabica är en spindeldjursart som först beskrevs av Roewer 1933.  Blossia arabica ingår i släktet Blossia och familjen Daesiidae. Inga underarter finns listade.